# Jean Giraud
Jean Giraud   (Nogent-sur-Marne, 8 de maig de 1938 - Montrouge, 10 de març de 2012) va ser un dibuixant de còmics i il·lustrador francès, conegut inicialment amb el pseudònim Gir i posteriorment també com a Moebius.
Durant els seus inicis, quan era conegut com a Gir, es dedicava a dibuixar westerns. Més endavant, durant els anys 70 i principis dels 80, la seva carrera va evolucionar com a dibuixant d'històries fantàstiques de ciència-ficció. La seva fama va anar en augment fins al punt que al seu país el van arribar a classificar com a company dels anomenats nous filòsofs (nouveaux philosophes) francesos.

## Biografia
Jean Giraud va néixer a Nogent-sur-Marne, un suburbi de París. A casa dels seus avis, quan estava malalt, comença les seves il·lustracions d'una series titulada La volta al món. Estudia a l'Acadèmia d'Arts Aplicades de París, a on comença la seva amistat amb Jean-Claude Mézières i Pat Mallet; al seu segon any aconsegueix publicar la seva primera historieta a la revista Coeurs Vaillants.
El 1955, quan tenia setze anys, la seva mare es casa amb un mexicà i els tres van marxar a viure a Mèxic. Allà va conèixer la pintura, el jazz modern, el sexe i la marihuana. Dos anys més tard, torna a París per realitzar el servei militar, on es dedica a treballar de recepcionista i vigilant de magatzem, primer a Alemanya durant setze mesos i després a Algèria.
El 1977 Jean Giraud estava casat i tenia dos fills, vivia al camp a on practicava un règim estrictament vegetarià, aficionant-se al karate i a la música.
Quan va celebrar el seu 65è aniversari, va decidir deixar la marihuana i començar un diari per explicar la seva experiència, que va acabar donant lloc a Inside Moebius.

## Carrera professional
Després de dibuixar la sèrie Frank et Jeremie per la revista Far West, treballa des del 1961 com a aprenent de Jijé, un dels grans mestres del còmic francobelga, col·laborant a la realització d'un àlbum de Jerry Spring.
Va aconseguir la celebritat com a dibuixant del western El Tinent Blueberry, amb guió de Jean-Michel Charlier, la primera entrega del qual es va publicar a la revista Pilote el 1964.
Durant alguns anys va llegir exclusivament ciència-ficció. No va ser fins que va començar a treballar per la revista Hara-Kiri que va adoptar el pseudònim de Moebius, extret de l'astrònom i matemàtic alemany.
El 1974 va formar part del grup Les Humanoides Associés amb altres autors com Philippe Druillet, Dionnet i Frankas. Junts van ediar la revista Métal Hurlant, on Moebius va publicar el 1975 obres de fantasia i ciència-ficció com Arzach o The long tomorrow. També va treballar a l'adaptació cinematogràfica de Dune, realitzada per Alejandro Jodorowsky, i que no va ser mai completada.
La lectura de Carlos Castaneda, que coneix a través del polifacètic xilè, l'impulsa a emprendre un nou rumb, manifestat a obres com Le garage hermétique de Jerry Cornélius, del 1976.
El 1978 té lloc la primera exposició dels seus dibuixos a Itàlia, més concretament a Macondo, un local de Milà.
El 1980 va iniciar la saga L'Incal, una fructífera col·laboració amb Alejandro Jodorowsky. Va dissenyar el llargmetratge Els amos del temps (Les maîtres du temps, 1982) de René Laloux i l'adaptació americanojaponesa de Little Nemo de Masami Hata i Bill Hurtz (1990).
L'any 1988, després de veure Akira, va esdevenir un gran fan de l'estil de dibuix japonès, especialment del de Katsuhiro Otomo i de Yukito Kishiro. Les seves obres s'han vist influenciades per aquest fet.
Paral·lelament a la seva feina com dibuixanrt d'historietes, Moebius ha participat en el disseny gràfic de moltes pel·lícules com Alien (1979), Tron (1982), Masters of the Universe (1986), Willow (1987), The Abyss (1989), El cinquè element (1997), etc. George Lucas va utilitzar un dels seus dissenys per a l'Imperial Probe Droid a l'episodi V de La Guerra de les Galàxies, titulat L'imperi contraataca.
També ha participat en el terreny dels videojocs col·laborant a Panzer Dragoon (1995) i Seven Samurai 20XX (2004), dissenyant tots els personatges.
Com a guionista va arribar a escriure Cristal Moteur per Marc Bati, un remake de Little Nemo per Bruno Marchand i Icar amb dibuixos de Jiro Taniguchi.

## Llegat i influència
La seva influència al cinema no només es concreta amb els seus treballs realitzats per aquest medi, sinó que també es manifesta de manera indirecta. Els seus dibuixos per la historieta curta The long tomorrow, amb guió de Dan O'Bannon, van ser una referència visual clau per Blade Runner (1982).

## Obres
Com a dibuixant
- Les aventures de Frank et Jérémie
- El tinent Blueberry
- Rebel·lió a la granja
- Arzach
- Le garage hermétique
- Major fatal
- L'homme est-il bon?
- Cauchemar blanc
- Tueur de monde
- Els ulls del gat
- Jim Cutlass
- L'Incal
- Venècia celeste
- El món d'Edena
- El cor coronat

Com a guionista
- Cristal Moteur
- Little Nemo
- Icar

Disseny cinematogràfic
- Alien
- Tron
- Masters of the Universe
- Willow
- The Abyss
- El cinquè element

Animació
- Els amos del temps
- Little Nemo

Videojocs
- Panzer Dragoon
- Seven Samurai 20XX